# 趣味の園芸
『趣味の園芸』（しゅみのえんげい）は、NHK（日本放送協会）が1967年4月9日に放送を開始した趣味番組である。

## 概要
毎回季節に応じたさまざまな花・植物の育て方や管理法などについて実技を交えて解説する。また、不定期ではあるが全国各地の園芸イベントに出向いての公開収録も実施される。かつては、不定期で大阪局や名古屋局が当番組の制作を担当した。
テレビテキストは、1973年4月に創刊され、2013年に創刊40周年を迎えた（テキスト創刊までは、『婦人百科』のテキストに当番組の放送内容を掲載した）。1989年時点での公称発行部数は90万部、2015年10月1日〜2016年9月30日の印刷証明付発行部数は137,225部。
番組開始当初はモノクロ放送・モノラル放送だったが、映像は1969年8月から随時カラー放送を開始、翌年（1970年）4月10日からは毎回カラー放送となった。暫くしてその後地上デジタル放送の開始に伴い、映像はハイビジョン放送に、音声はステレオ放送になった。

## 放送時間
開始当初から1990年度までの本放送は総合テレビにて放送された。1991年度より本放送は教育テレビ（Eテレ）に移動された（出典：）。
| 放送期間            | 放送時間（日本時間）                | 放送時間（日本時間）                                              |
| 放送期間            | 本放送                              | 再放送                                                            |
| ------------------- | ----------------------------------- | ----------------------------------------------------------------- |
| 1967年度            | 総合 土曜 10:30 - 11:00（30分）     | 総合 火曜 17:00 - 17:30（30分）                                   |
| 1968年度            | 総合 金曜 10:30 - 11:00（30分）     | 総合 土曜 17:00 - 17:30（30分）                                   |
| 1969年度            | 総合 金曜 10:30 - 11:00（30分）     | 総合 土曜 23:20 - 23:50（30分）                                   |
| 1970年度 - 1973年度 | 総合 金曜 10:30 - 11:00（30分）     | 総合 日曜 8:30 - 9:00（30分）                                     |
| 1974年度 - 1983年度 | 総合 日曜 8:30 - 9:00（30分）       | 総合 金曜 10:30 - 11:00（30分）                                   |
| 1984年度            | 総合 日曜 8:30 - 9:00（30分）       | 教育 金曜 19:30 - 20:00（30分）                                   |
| 1985年度 - 1989年度 | 総合 日曜 8:30 - 8:55（25分）       | 教育 金曜 19:30 - 19:55（25分）                                   |
| 1990年度            | 総合 日曜 8:30 - 8:55（25分）       | 教育 土曜 19:30 - 19:55（25分）                                   |
| 1991年度            | 教育 日曜 8:30 - 8:55（25分）       | 総合 金曜 15:05 - 15:30（25分） 教育 土曜 19:30 - 19:55（25分）   |
| 1992年度            | 教育 日曜 8:30 - 8:55（25分）       | 総合 金曜 10:30 - 10:55（25分） 教育 土曜 19:30 - 19:55（25分）   |
| 1993年度 - 1998年度 | 教育 日曜 8:30 - 8:55（25分）       | 総合 月曜 10:30 - 10:55（25分）                                   |
| 1999年度            | 教育 日曜 8:30 - 9:00（30分）       | 総合 月曜 10:30 - 11:00（30分） 教育 金曜 5:25 - 5:55（30分）     |
| 2000年度            | 教育 日曜 8:30 - 9:00（30分）       | 総合 月曜 10:05 - 10:35（30分） 教育 金曜 5:25 - 5:55（30分）     |
| 2001年度 - 2002年度 | 教育 日曜 8:30 - 9:00（30分）       | 総合 月曜 10:05 - 10:35（30分） 教育 金曜 19:00 - 19:30（30分）   |
| 2003年度上半期      | 教育 日曜 8:30 - 8:55（25分）       | 総合 月曜 10:05 - 10:30（25分） 教育 金曜 22:25 - 22:50（25分）   |
| 2003年度下半期      | 教育 日曜 8:30 - 8:55（25分）       | 総合 月曜 10:32 - 10:57（25分） 教育 金曜 22:25 - 22:50（25分）   |
| 2004年度            | 教育 日曜 8:30 - 8:55（25分）       | 教育 土曜 7:00 - 7:25（25分）                                     |
| 2005年度 - 2006年度 | 教育 日曜 8:35 - 9:00（25分）       | 教育 金曜 13:35 - 14:00（25分）                                   |
| 2007年度            | 教育→Eテレ 日曜 8:30 - 8:55（25分） | 教育 金曜 13:35 - 14:00（25分）                                   |
| 2008年度            | 教育→Eテレ 日曜 8:30 - 8:55（25分） | 教育 金曜 11:00 - 11:25（25分）                                   |
| 2009年度 - 2011年度 | 教育→Eテレ 日曜 8:30 - 8:55（25分） | 教育→Eテレ 金曜 21:00 - 21:25（25分）                             |
| 2012年度            | 教育→Eテレ 日曜 8:30 - 8:55（25分） | Eテレ 水曜 21:30 - 21:55（25分） Eテレ 木曜 10:30 - 10:55（25分） |
| 2013年度 - 2014年度 | 教育→Eテレ 日曜 8:30 - 8:55（25分） | Eテレ 木曜 10:30 - 10:55（25分）                                  |
| 2015年度            | 教育→Eテレ 日曜 8:30 - 8:55（25分） | Eテレ 月曜 12:00 - 12:25（25分） Eテレ 金曜 21:00 - 21:25（25分） |
| 2016年度 - 2017年度 | 教育→Eテレ 日曜 8:30 - 8:55（25分） | Eテレ 木曜 12:30 - 12:55（25分） Eテレ 金曜 21:00 - 21:25（25分） |
| 2018年度 - 2021年度 | 教育→Eテレ 日曜 8:30 - 8:55（25分） | Eテレ 火曜 10:25 - 10:50（25分） Eテレ 木曜 12:30 - 12:55（25分） |
| 2022年度 -          | 教育→Eテレ 日曜 8:30 - 8:55（25分） | Eテレ 水曜 13:05 - 13:30（25分） Eテレ 金曜 21:00 - 21:25（25分） |

## 出演者
2025年時点では村雨をナビゲーターとして位置づけているが、実際には村雨・滝藤・三上の3名が番組のテーマに合わせて持ち回りで進行役を務めている。

### 司会
- 村雨辰剛[8][9] - 庭師・俳優。ナビゲーター（2021年4月 - 。「これ、かっこイイぜ!」の週および公開収録回には出演しない。2022年度以降は三上真史の担当シリーズ企画の週も出演しない。2024年度までは「グリーンサムへの12か月」の週も出演しなかった。なお、ナビゲーター就任前の2019年8月 - 2020年3月にも「花と緑でおもてなし」のコーナー担当として出演していた）

### ゲスト
- 滝藤賢一 - 俳優。（2020年9月 - 2021年1月・2021年7月 - 2022年1月・2022年8月 - 11月・2023年6月 - 12月・2024年4月以降年数回不定期 、「これ、かっこイイぜ!」を断続的に担当。三上がナビゲーターを離れた2021年7月以降の登場回では実質司会兼務）
- 三上真史 - 園芸デザイナー。（前任ナビゲーター（2011年4月 - 2021年3月）。同年4月からナビゲーターは村雨に代わったが「三上真史 ニッポン花づくし」のコーナーを担当するほか、公開収録回では引き続き司会を務める。「ニッポン花づくし」は2022年度より内包コーナーからシリーズ企画に昇格したため、登場回では実質司会兼務となる。2023年度は同コーナーに代わるシリーズ企画「ニッポン実りのわざ」を担当）

### ゲスト講師
- 高木絢子 - バラ栽培家。公益財団法人日本ばら会会員、英国王立バラ協会会員。通称「マダム高木」。
- 有島薫 - バラ栽培家。日本橋三越本店チェルシーガーデン ローズアドバイザー。
- 富山昌克 - 園芸研究家（園芸家）、園芸コンサルタント、バイオテクノロジスト。
- 金子明人 - 園芸研究家。クレマチスに造詣が深い。
- 天野麻里絵 - ガーデナー。ガーデニングミュージアム花遊庭（愛知県豊田市）所属。
- 小笠原誓 - 園芸研究家。名古屋園芸社長。

### ナレーター
- 吉川未来 - ナレーター・声優。（2021年4月 - 、通常回の本編担当。就任以前の回のアンコール放送（本編は笠原などが担当）の場合も、視聴者投稿コーナー「しゅみえんサロン」と次回予告のみノンクレジットで担当する）
- 蒲田健 - ナレーター・ラジオパーソナリティー。（2021年7月 - 2022年1月・2022年8月 - 11月・2023年6月 - 12月・2024年4月以降年数回不定期 、「これ、かっこイイぜ!」担当）
- 田島裕也 - ナレーター・声優。（2017年4月 - 、「花遊美」担当）

## 過去の司会者・出演者

### 司会者、アシスタント
森の就任以前はNHKアナウンサー数名が持ち回りで司会を務めていた。板東・柳生が司会を務めていた頃は女性アシスタントを配置していた。
- 森ミドリ - 音楽家。司会。番組テーマ曲の作曲と編曲も担当した（1983年4月 - 1988年3月）。
- 松田輝雄 - NHKアナウンサー（当時）。司会（1988年4月 - 1991年3月）。
- 宮本隆治 - NHKアナウンサー（当時）。司会（1991年4月 - 1992年3月）。
- 榊寿之 - NHKアナウンサー（当時）。司会（1992年4月 - 1994年3月）。
- 須磨佳津江
NHKアナウンサー（当時）。1994年4月から5年間司会を担当、1999年度は司会は板東英二に代わったが「園芸の極意」コーナーを担当した。2000年4月から柳生に代わってからはロケーション（公開収録）担当として参加した。「趣味の園芸Q&A」では「須磨佳津江の園芸散歩」というコーナーも作られた。また、番組テキストには毎月エッセイが掲載された（1994年4月 - 2005年3月（途中降板あり）。スタジオには月1程度、基本はロケに出演）。
- 板東英二 - タレント。司会。須磨の後任として出演（1999年4月 - 2000年3月）した。
- 柳生真吾 - 園芸家。司会。板東英二の後任として出演（2000年4月 - 2008年3月）した。
- 山田香織
盆栽家。清香園（埼玉県さいたま市）5代目園主。柳生時代にはゲスト講師として出演した。のち、柳生の後を継いで司会を担当（2008年4月 - 2011年3月）した。司会が三上に代わって以降もゲスト講師として出演する回あり。
- 吹田明日香 - フリーアナウンサー。アシスタント（1999年4月 - 2002年3月）。のちにナレーターとして再登板。
- 山本志保 - NHKアナウンサー。アシスタント（2002年4月 - 2004年3月）。
- 滝島雅子 - NHKアナウンサー。アシスタント（2004年4月 - 2005年3月）。
- 目加田賴子 - NHKアナウンサー（当時）。アシスタント（2005年4月 - 2007年3月）。
- 宮本愛子 - NHKアナウンサー（当時）。アシスタント（2007年4月 - 2008年3月）。

### ゲスト・準レギュラー講師
- 江尻光一
洋ラン研究家。東京農業大学客員教授。趣味の園芸放送開始直後に、洋ランの栽培の説明を求められたのがきっかけで、以来2000年代まで洋ランを中心に説明を担当した。趣味の園芸プラスや雑誌にも頻繁に登場した。
- 江尻宗一 - 須和田農園（千葉県市川市）園主。江尻光一の息子で、同様にランに詳しい。
- 矢澤秀成 - 園芸家。種苗メーカーのバイテク研究室、とっとり花回廊トップマネージャーなどを経て現「ながの花と緑そして人を育てる学校」校長。
- 藤田智 - 恵泉女学園大学人間社会学部人間環境学科教授。野菜作り特集の時にしばしば登場した。2008年4月からは『趣味の園芸 やさいの時間』に出演する。
- 柳宗民 - 園芸家。放送開始から死去するまで講師として出演した。死去した際には直後のテレビテキストに追悼特集が組まれた。
- 小山内健
園芸家。京阪園芸所属。テレビ東京『TVチャンピオン』「全国バラの花通選手権」にて2回の優勝経験を持つ。「ローズレッスン12か月」コーナーの担当講師（月1回）（2012年4月 - 2013年3月）。
- 涼風真世 - 女優。「ローズレッスン12か月」および「涼風真世の鉢バラ」コーナー担当（月1回）（2012年4月 - 2013年3月。ゲスト扱いであるが、登場回では三上は一部を除いて出演しなかったため、実質司会兼務）。
- 柴田理恵[10] - 女優。「遊ガーデン12か月」担当（月1回）（2016年4月 - 2017年12月）
- 鈴木福 - 俳優。「遊ガーデン12か月」担当（月1回）（2016年7月 - 2017年12月）
- 温水洋一 - 俳優。「遊ガーデン12か月」担当（月1回）（2017年4月 - 2017年12月）
- 中越典子 - 女優。「バラと暮らす12か月」担当（月1回）（2018年4月 - 2019年3月）
- 河合伸志 - バラ育種家。「バラと暮らす12か月」コーナーの担当講師（月1回）（2018年4月 - 2019年3月）
- 氷川きよし - 演歌歌手。「氷川きよし グリーンサムへの12か月」担当（月1回）（2021年4月 - 2022年3月。ゲスト扱いであるが、登場回では実質司会兼務）
- 山本美月 - 女優。「山本美月 グリーンサムへの12か月」担当（月1回）（2022年4月 - 2023年3月。ゲスト扱いであるが、登場回では実質司会兼務）
- 王林 - 元りんご娘。「いきものパラダイス」担当（2022年5月 - 12月）
- 稲垣吾郎 - 俳優。「稲垣吾郎 グリーンサムへの12か月」担当（月1回）（2023年4月 - 2024年3月。登場回では実質司会兼務）
- 乙葉 - タレント・女優。「乙葉 グリーンサムへの12か月」担当（月1回）（2024年4月 - 2025年3月。登場回では実質司会兼務）

### コーナー担当
- 牧田哲也 - 「フルール」コーナーを担当（2009年10月 - 2010年3月）。
- 多岐川華子 - 「フルール」コーナーを担当（2009年10月 - 2010年3月）。
- 稲生美紀 - 「フルール」コーナーを担当（2010年4月 - 9月）。
- 田代沙織 - 「フルール」コーナーを担当（2010年10月 - 2011年3月）。
- 前嶋しょうこ - タレント。「ガーデンズエンジェル」コーナーを担当（2011年4月 - 2012年3月）。
- 玉崎弘志 - ガーデンデザイナー。明星大学造形芸術学科講師、湘南グリーンサービス顧問。「玉さん庭をゆく」コーナー担当（1999年4月 - 2014年3月）。
- 朝井まかて - 歴史小説家。「大江戸花くらべ十二選」内の「江戸園芸遺産」コーナーを担当（2019年4月 - 2020年3月）

### ナレーター
山田司会時代まではミニコーナーにナレーターがつく程度で、本編は司会者がすべての進行を担っていたが、三上がナビゲーターに就任してからは本編全体を進行するナレーターが配置されるようになった。
本編進行
- 笠原留美 - 通常回（2011年4月 - 2021年3月）
- 徳山靖彦 - 「遊ガーデン12か月」回（2016年4月 - 2017年12月）
- 柳家花緑 - 「大江戸花くらべ十二選」回（2019年4月 - 2020年3月）
- 加賀美幸子 - 「万葉の花」回（2020年4月 - 2021年3月）

コーナー担当
- 上田純子 - 「フルール」（ - 2011年3月）
- 安井邦彦 - 「ガーデンズエンジェル」（2011年4月 - 2012年3月）
- 古城望 - 「玉さん庭をゆく」（2012年4月 - 2014年3月）
- 恒松あゆみ - 「寄せ植えアプリ」（2014年4月 - 2016年3月）
- 園部啓一 - 「しゅみえんダイアリー」（2014年4月 - 2018年3月）
- 吹田明日香 - 「時代をつくった花たち」（2016年4月 - 2017年3月）、「世界がときめく にっぽんのバラ」（2018年4月 - 2019年3月）、「江戸園芸遺産」（2019年4月 - 2020年3月）
- 柘植恵水 - NHKアナウンサー、「雄勝花物語」（2016年4月 - 2017年2月。一部の回は黒崎めぐみが代演）

## 音楽
オープニングテーマ曲…伊藤芳輝（2012年4月〜）
ミニコーナーテーマ曲「花信」「花遊美」「しゅみえんダイアリー」「しゅみえんサロン」…TameZo（2014年4月〜）

## 関連番組
- 趣味の園芸プラス（総合テレビ、2007年4月6日 - 2010年3月19日、金曜 9:30 - 9:54、司会：柘植恵水）
- 趣味の園芸ビギナーズ（2008年4月 - 2016年3月、日曜 8:25 - 8:30（2009年3月までは日曜 8:55 - 9:00）、ナビゲーター：吉武遥（2009年3月まで）） - 2009年4月以降はレギュラー出演者を設けず、月替わりの講師が出演する形となっている。
- 趣味の園芸 やさいの時間（進行：亀井薫 → 川瀬良子 → 川瀬良子・酒井千佳 → 川瀬良子 → 杉浦太陽）
- 趣味の園芸 京も一日陽だまり屋（2016年4月3日 - 放送中、日曜 8:25 - 8:30、劇団ヨーロッパ企画による、紙人形劇仕立ての番組）